# Katleen Bury
Katleen Bury (Oostende, 14 oktober 1983) is een Belgisch Vlaams-nationalistisch politica: eerst voor N-VA, daarna voor het Vlaams Belang.

## Levensloop
Bury studeerde in 2005 af als licentiate in de rechten aan de Katholieke Universiteit Leuven en was beroepshalve van 2007 tot 2009 advocate aan de Balie van Brussel. Nadien was ze adviseur voor de Vlaamse Rand op meerdere kabinetten van N-VA-ministers in de Vlaamse Regering: van 2009 tot 2014 bij Geert Bourgeois en van 2014 tot 2019 bij Ben Weyts. Sinds 2016 is ze tevens aan de slag als vastgoedmakelaar.
Ze begon haar politieke carrière bij N-VA en was van 2009 tot 2010 bestuurslid van de N-VA-afdeling in haar toenmalige woonplaats Beersel. Na haar verhuis naar Sint-Pieters-Leeuw was Bury daar van 2010 tot 2013 ondervoorzitter van de lokale N-VA-afdeling. Ook was zij van 2012 tot 2018 gemeenteraadslid van Sint-Pieters-Leeuw en provincieraadslid van Vlaams-Brabant. In 2018 was ze geen kandidaat voor een hernieuwing van deze mandaten.
Bij de federale verkiezingen van juni 2010 stond zij op de twaalfde plaats van de N-VA-Senaatslijst. Ze behaalde toen 33.541 voorkeurstemmen, maar raakte niet verkozen.
In januari 2019 verliet Bury de N-VA uit ontevredenheid over het beleid van de partij op communautair vlak. Ze stapte vervolgens over naar Vlaams Belang en kreeg bij de federale verkiezingen van 26 mei 2019 de tweede plaats op de Vlaams-Brabantse Kamerlijst toegewezen. Ze werd met 7.786 voorkeurstemmen verkozen in de Kamer van volksvertegenwoordigers en werd er lid van de commissie Justitie en ondervoorzitter van de commissie Grondwet en Institutionele Vernieuwing. Tevens ging ze toeleggen op de dossiers rond de luchthaven van Zaventem. In juni 2024 werd Bury vanop de derde plaats herkozen in de Kamer. Ditmaal ging ze zetelen in de commissie Gezondheid en Gelijke Kansen.
Bij de lokale verkiezingen van oktober 2024 was ze kandidaat in Lennik, waarheen ze inmiddels was verhuisd. Bury werd echter niet verkozen.